# Paraneosybra fulvofasciata
Paraneosybra fulvofasciata är en skalbaggsart som beskrevs av Hayashi 1978. Paraneosybra fulvofasciata ingår i släktet Paraneosybra och familjen långhorningar.
Artens utbredningsområde är Taiwan. Inga underarter finns listade i Catalogue of Life.